# Roman Safiullin
Roman Riszatowicz Safiullin, ros. Рома́н Риша́тович Сафиу́ллин (ur. 7 sierpnia 1997 w Podolsku) – rosyjski tenisista, zwycięzca juniorskiego Australian Open 2015 w grze pojedynczej.

## Kariera tenisowa
W karierze wygrał cztery singlowe oraz jeden deblowy turniej rangi ATP Challenger Tour. Ponadto wygrał dziewiętnaście singlowych i trzy deblowe turnieje rangi ITF.
W 2015 roku zwyciężył w juniorskim turnieju wielkoszlemowego Australian Open w grze pojedynczej. W finale wówczas pokonał Hong Seong-chana.
W 2017 roku podczas Uniwersjady zdobył dwa brązowe medale: w grze pojedynczej oraz w rozgrywkach drużynowych.
W 2021 podczas Australian Open zadebiutował w turnieju głównym imprezy wielkoszlemowej. Po wygraniu trzech meczów w kwalifikacjach zwyciężył w pierwszej rundzie z Ilją Iwaszką. Odpadł w drugiej rundzie turnieju po porażce z Cameronem Norrie’em.
Najwyżej sklasyfikowany w rankingu gry pojedynczej był na 43. miejscu (17 lipca 2023), a w klasyfikacji gry podwójnej na 239. pozycji (7 lutego 2022).

### Zwycięstwa w turniejach ATP Challenger Tour

#### Gra pojedyncza
| Końcowy wynik | Nr | Data             | Turniej    | Nawierzchnia  | Przeciwnik       | Wynik finału     |
| ------------- | -- | ---------------- | ---------- | ------------- | ---------------- | ---------------- |
| Zwycięzca     | 1. | 16 lutego 2020   | Cherbourg  | Twarda (hala) | Roberto Marcora  | 6:4, 6:2         |
| Zwycięzca     | 2. | 24 lipca 2022    | Nur-Sułtan | Twarda (hala) | Dienis Jewsiejew | 2:6, 6:4, 7:6(2) |
| Zwycięzca     | 3. | 14 sierpnia 2022 | Chicago    | Twarda        | Ben Shelton      | 6:3, 4:6, 7:5    |
| Zwycięzca     | 4. | 5 lutego 2023    | Koblencja  | Twarda (hala) | Vasek Pospisil   | 6:2, 7:5         |

#### Gra podwójna
| Końcowy wynik | Nr | Data           | Turniej   | Nawierzchnia  | Partner      | Przeciwnicy               | Wynik finału       |
| ------------- | -- | -------------- | --------- | ------------- | ------------ | ------------------------- | ------------------ |
| Zwycięzca     | 1. | 16 lutego 2020 | Cherbourg | Twarda (hala) | Pawieł Kotow | Dan Added Albano Olivetti | 7:6(6), 5:7, 12–10 |

### Finały juniorskich turniejów wielkoszlemowych w grze pojedynczej (1–0)
| Końcowy wynik | Nr | Data             | Turniej                    | Nawierzchnia | Przeciwnik      | Wynik finału |
| ------------- | -- | ---------------- | -------------------------- | ------------ | --------------- | ------------ |
| Zwycięzca     | 1. | 31 stycznia 2015 | Australian Open, Melbourne | Twarda       | Hong Seong-chan | 7:5, 7:6(2)  |